# مانفرد شتنگل
مانفرد شتنگل (انگلیسی: Manfred Stengl; ۱ آوریل ۱۹۴۶ – ۶ ژوئن ۱۹۹۲) لژسوار و راننده مسابقه موتورسیکلت رانی اهل اتریش بود.